# Hylströmmen

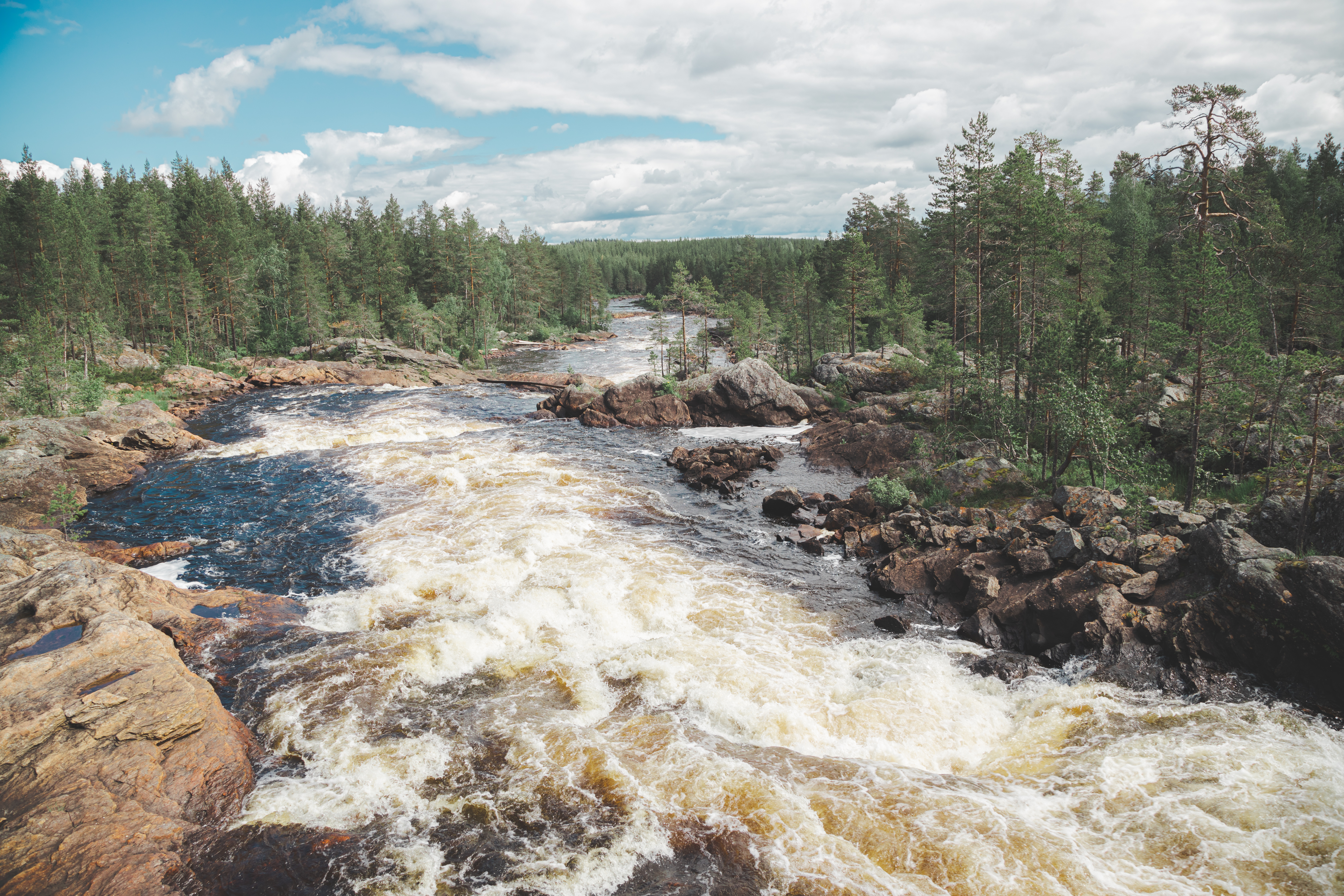
Vy över Hylströmmen

Hylströmmen är Sveriges största obundna fors i södra Norrland. Den ligger i skogsälven Voxnan, fjällälven Ljusnans största biflöde, vid högsta kustlinjen (HK) 230 m över havet, cirka 130 km uppströms räknat från älvens mynning i sjön Varpen, som genomflyts av Ljusnan.
Hylströmmen faller 23 meter, från cirka 253 till 230 meter över havet, i etapper över en närmare 300 meter lång sträcka, med ett medelflöde på 12 kubikmeter per sekund.

## Etymologi
Hyl eller hylande, är substantiv bildat av verbet hyla som betyder etymologiskt "frambringa ett långdraget, gällt ljud" och används vanligen om vind, blåst eller om djur (jämför "yla"). Hyla finns belagt i svenskan från 1613, är allmänt i nordsvenska dialekter och kommer av danskans hyle med samma betydelse. Forsbruset är särskilt påtagligt hörbart österut, vid vindstilla ljumma kvällar sommartid bärs det ända till Lobonäs, 3,5 km österut på cirka 220–225 m över havet, det hörs där då tydligt likt fläktljudet hos viss tilluftsventilation inomhus.

## Strömfallet och landskapet
Högsta kustlinjen vid Hylströmmen uppstod för 9700–9800 år sedan när inlandsisen avsmälte, då isfronten retirerade från havstäckande till landliggande. Den fasen av avsmältning medförde en stillastående isfront en längre tid. Hela Voxnadalen var då en havsvik, en djup fjord ända upp till Hylströmmen. Genom utflöde av isälvsvatten och eroderade finkorniga mineralpartiklar, från sand till mo, mjäla och ler, som sedan sedimenterade, uppfylldes fjorden till ett isälvsdelta och bildade nuvarande jordarter i dalgången med överst upp till cirka 30 m tjocka lager. Detta syns lättast som nipor vid Vinströmmen och Frostkilen. Strandade lossnade dödisblock från isfronten har inpackats i sandmassorna och bildat dödisgropar, ibland med en grundvattensjö i botten, som till exempel Ljustjärnen nära Vinströmmen. Andra landformer har bildats tidigt vid torrläggning av deltat genom landhöjningen till tillfällig sandöken, som följd av vindstormar till stora nu fossila sanddyner i det annars plana hedbildande isälvsdeltat nedströms Hylströmmen. Isälvsbildade, före deltabildningen avsatta och över hedplanet höga grusåsar förekommer som osvallade getryggsåsar.
HK vid Hylströmmen har alltså som följd av isfrontens avstannande där och bildandet av isälvsdeltat tillskapat jordarterna och landskapet nedströms i Voxnans dalgång, hela vägen ned till Ovanåker. Ovanåkers kultur- och jordbrukslandskap har alltså HK och isälvens utlopp vid Hylströmmen att tacka för sin historiska utveckling till dagens kulturbygd. En anledning till vördnad vid besök och framtida vård av Hylströmmenområdet.

## Strömfallet och geologin
Voxnan byter älvdal över Hylströmmen, från den västra uppströms ifrån, till den östra nedströms, som uppåt är Loåns dalgång. Båda älvdalarna är geologiskt parallella långa spricksträckor i urberget, som inlandsisen har eroderat till formen av V-dalar.
Vattnet i Hylströmmen avrinner starkt strömmande över flera hällar i flera skiljbara etapper. Den första är den mest spektakulärt brusande, uppströms ned mot och avsmalnande under hängbron. Nästa spektakulära forsfall är det något nedanför, ett smalt över brant berghäll sluttande vattenflöde. Längst ner finns ett avslutande vattenfall över tvär häll mot den långa lugnare strömmen, där vid HK.
Berghällarna i Hylströmmen består av bergarten granit, ställvis med inslag av metamorf granit (gnejsgranit), av det svenska urberget, en av de äldsta på vår jord förekommande geologiska bildningarna, bergarterna, här bildat för 1,82–1,74 miljarder år sedan .

## Strömfallet och tillgänglighet
Fram till hängbron finns två tydliga upptrampade stigar från entréportalen. På södra sidan om strömmen finns en sämre tydlig gammal flottarstig, som är krävande att följa, som går ned till den höga långa lättgångna hällen vid slutet av strömfallet. Längs norra stranden saknas stig ner till den sevärda med tuktad sten välbyggda och välbehållna långa och höga kilstensmuren, ledande vattnet snett ut i strömmen. Den är byggd lättgången som fram- och bakmur sammanbundna med kramlingar, plattstål med i sten fastborrade nitar.

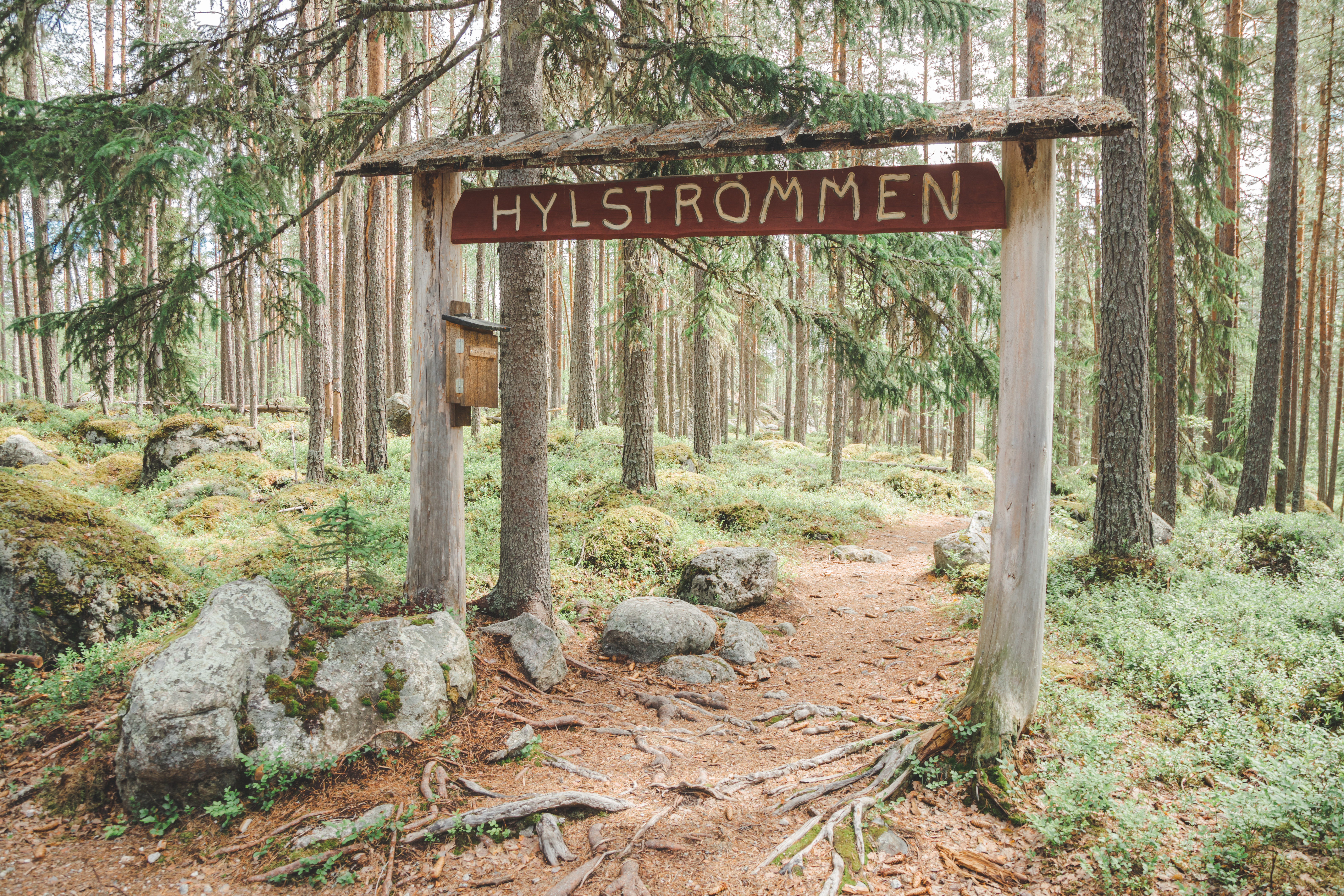
Entréportalen vid parkeringen till reservatet

Hylströmmen räknas som ofarbar med kanot, men flera nedfarter finns trots detta dokumenterade på internet. Detta hör dock till kategorin extrem forspaddling.

## Flottning
Hylströmmen är flottningsrensad och är försedd med två byggda vattenledande kilstensmurar, av med kilhuggning tuktad sten. Den övre mindre och enklare (troligen äldre) stenmuren, uppströms hängbron, byggd som en kallmur, har medfört att det bildats ett "döda fallet" och en torrlagd hällsträcka på södra sidan av hällholmen vid och nedanför södra landfästet för hängbron. Detta orsakade ett oframkomligt vandringshinder för laxen, för föryngringen av den tidigare laxförekomsten i hela övre Voxnan, som före 1910 kunnat vandra för lek förbi Hylströmmen ända upp till trakterna vid och uppströms Rullbo.
Endast obetydliga, otillräckliga återställningsarbeten efter flottledsrensningar har utförts i övre Voxnan, de första från mitten av 1990-talet av berörda kommuner, men ej något i möjliga delar av själva Hylströmmen. Det forna, fram till slutet av 1950-talet, goda strömfisket efter harr och öring i och nära Hylströmmen är därför ett avlägset minne blott idag, numera också mer till följd av den rådande för strömfisken och bottenfaunan skadliga omvända högvattenföringen vintertid.
Voxnans flottningsförening bildades 1869 efter fleråriga, ett par årtionden av manuellt utförda flottledsrensningar i övre Voxnan, varefter tilltagande årligt regelbunden allmän flottning av timmer påbörjades. Efterhand som flottgodset antog allt klenare dimensioner, på grund av uthuggning av urskogarna, och som flottgodset då blev alltmer flottningskrävande, skedde återkommande flottledsrensningar och kanaliseringar ända till slutet, till de sista åren av flottningen. Efter 1940-talet även allmänt med tilltagande användning fram till in på 1960-talet av schaktbandtraktorer, så kallade caterpillrar, som skovlade ur strömbottnar, byggde långa strömledande stenrösen av strömbottenmaterialet och koncentrerade strömfåran till snabbförande kanal. Så skedde ända till de sista flottningsåren på 1960-talet i övre Voxnan, så tydligt även i anslutning till Hylströmmen.
Förbi Hylströmmen byggdes tidigt först en mycket högt och lång byggd timmerränna på flermeterhöga timmerstolpar över land, gent gående längs och utanför Hylströmmens södra strand, som sedan efter cirka 1910 ersattes av flottledsåtgärder och fortsatt flottning i själva strömmens huvudfåra. Rester av början för timmerrännan finns tydligt kvar som i strandmarken urgrävd fåra överst vid Hylströmmens södra sida.
Man höll timret uppströms Hylströmmen tidvis under kontroll med en hållbom vid forsnacken till Hylströmmen och en annan hållbom vid gården Hylen längre uppströms i Hylenlugnet. Av flottarkojan vid södra sidan av forsnacken vid Hylströmmen finns idag bara den gjutna eldpallen och några hörnstenar kvar. Den oskyddat för visning förvarade och mycket förfallande flottarbåten vid Vinströmmen är flyttad dit ifrån båthusläget vid Hylströmmens flottarkoja.
Den allmänna flottningen i Voxnan upphörde till följd av den sedan länge årligt avtynande mängden flottgods, en följd av den allt tilltagande utbyggnaden av skogsbilvägsnätet efter tiden för andra världskriget och den utkonkurrerande utvecklingen av skogstraktorer och timmerlastbilar. Det sista året av allmän flottning var år 1965. Det flottades inget år 1966, men den sommaren skedde en stor skogsbrand vid sjön Klucken överst vid Voxnan, varför man då bestämde att flotta ned det sotsvarta timret, alltså en enskild utförd flottning en sista gång i Voxnan år 1967.

## Naturskydd
Riksdagen antar den 26 november 1986 Naturresurslagen, där Hylströmmen undantas från utbyggnad. Ett första varaktigt naturskydd för Hylströmmen tillkom. Detta föregicks av ett flerårigt motstånd från det ideella naturskyddet (föreningen Bevara Voxnans Strömmar) mot utbyggnadsplanerna för Hylströmmen, de 1978 föreslagna planerna för att anordna ett flödesdämpande magasin vid Hylströmmen, efter den stora vårfloden 1977 (250 m3/s vid Alfta). Detta uppmärksammades sedan särskilt efter rekordöversvämningsåret 1985. Den 15 september 1985 var det i Edsbyn denna dag kulmen med 45 cm högre vattennivå, vid Alfta uppmätt till 365 m3/s, nära 30 % mer än tidigare rekord 1916.
En ansökan om tillstånd till en Hylsjöns årsreglering och ett Hylströmmens kraftverk inlämnades till Vattendomstolen i juni 1981. En gemensam dammanläggning, en jorddamm med längden 1.900 m skulle uppdämma för en Hylsjön, med skada på cirka 1.300 ha mark, nyskapande av en cirka 15 km2 stor sjö, uppåt i cirka 10 km i dalgången, men skulle vara avsänkt i huvudsak under tid då snö och is täcker magasinområdet. Avsikten var att magasinets tillkomst skulle medföra att riskerna för översvämning i Voxnadalen skulle väsentligt minskas. Vattendomstolen fann i yttrande i november 1982 till regeringen företagen vara tillåtliga enligt Vattenlagen. Regeringen har sedermera i beslut den 30 januari 1986 funnit att hinder enligt Vattenlagen möter mot företagen. 
Den 22 juni 1988 angav Statens Naturvårdsverk hela Voxnan från Gammelhomna till Siksjön som av riksintresse för naturvården enligt Naturresurslagen.
Länsstyrelsen beslutade 1990, utvidgat 1994, att övre Voxnan med Hylströmmen skulle skyddas och vårdas som naturvårdsområde enligt Naturvårdslagen med förbud mot vattenverksamheter, utbyggnader med mera inom 10 m bredd upp på stränderna. Enligt lag om införandet av Miljöbalken (1998:811) 9 § skall naturvårdsområde (det begreppet har upphört att användas med Naturvårdslagens samtidiga upphävande, det finns ej i miljöbalken), det ska vara likvärdigt begreppet naturreservat i miljöbalken. Men därav förekommer oegentligt benämningen "Voxnans naturreservat" på bl a Lantmäteriets kartor. Hylströmmen och en längre nedströmssträcka av Voxnan blev sedan av länsstyrelsen år 2000 beslutat bli ett naturreservat enligt miljöbalken, till ytan utvidgat (från 10 m upp på stränder) till långt högre upp på angränsande skogsmarker.. I båda besluten har länsstyrelsen åtagit sig att som naturvärdesförvaltare ansvara för genomförande av flottledsåterställningar i syfte att öka strömfiskbestånden och för främjandet av fritidsfisket, något som ännu ej tillräckligt har skett. Inom det förestående projektet Rivers of Life avses att så ska ske inom åren 2022-2025.
Voxnan ingår alltså i projektet Rivers of Life, som del i en LIFE-ansökan som länsstyrelsen i Gävleborgs och i Jämtlands län under åren före 2019 har bearbetat och skickat till EU, efter begärda revideringar. För Voxnan planeras restaurering efter flottledsrensningarna inom Hylströmmens naturreservat och utöver detta till totalt cirka 35 km rensade och kanaliserade av övriga älvsträckor inom Voxnans naturvårdsområde. Detta för återskapande av lekbottnar och öppnade strandzoner och bifåror, samt tillförsel av död ved i svämplanet. Åtgärderna syftar till att skapa bättre fisk- och strandbiotoper, för de naturenliga för målarterna nödvändiga ström- och strandhabitaten. Genom återskapande av lek-, tillväxt- och livsområden för strömfisken, väntas det gynna målarter som öring, och av dessa beroende flodpärlmussla och utter. Denna LIFE-ansökan har beviljats med avsevärda miljonbelopp av EU under september 2019, vilket har inlett ett sexårsprojekt, som beviljat ska vara klart till 2025-2026.

## Strömfiskbestånd
Harren i Hylströmmen och Voxnan har visats vara dvärgväxt och är sparsamt förekommande på grund av för ensidig och begränsad födotillgång och näringsbrist under sin uppväxt. Den behöver därför fem år för att uppnå cirka 30 cm längd mot normalt cirka 2,5 år i med Voxnan jämförbara, men med ekologiskt optimala flottledsåterställda strömmar. Därför uppnår harren i Voxnan visat i undersökning från bland annat Hylströmmen ej större maxstorlekar under sin livstid än cirka 35 cm och då med magra cirka 3 hg vikt, att jämföra mot tidigare vanligen mycket över ett kilos vikter, som finns dokumenterat i bild från 1930–1940-talen, men som varit krympande mot cirka nio hg maxvikter i Voxnan redan under 1950-talet.
Öringen i Hylströmmens naturreservat liksom i Voxnan är mycket sparsammare, mer frånvarande, än harren, på grund av lekbotten- och föryngringsproblem och genom vintertid för öringen ut ur strömmen drivande och skadlig massiv iskristallbildning. Det vill säga så kallad krav (1–3 mm stora iskristaller), som bildas i turbulent underkylt strömmande vatten vid högvinterkyla. Denna skadliga massiva påverkan av krav och åtföljd bildning av kravis är en följd av en maximerad tappning vintertid ur årsregleringsmagasinen i källsjöarna för övre Voxnans biflöden. Den påverkan som uppstår av onaturlig högvattenföring vintertid ger kravis som även bildar bottenis och genom högvattenstånd kravis även onaturligt långt upp på stränder. Detta medför för strömfisken och den biologiska mångfalden ekologiskt omskapande effekter på habitaten. Det bildas av bottenis igenfrusna, istäckta lekbottnar, som (utöver avdödande av lagd öringsrom) eroderas och förstörs för lek genom islyft av bottenmaterialet. Genom bildat eroderande istäcke sker skador på mark, växt- och insektsliv genom högvattnet långt upp på stränder. Detta får som följd artpåverkan med negativa effekter nära och längre upp på land.
Voxnan är alltså en historisk flottledsrensad kanal som numera används för försörjning av regleringsvatten för vattenkraftverken i Voxnan och nedre Ljusnan med maximering vintertid. Denna onaturliga omvända vattenföring sker för maximal elproduktion och ekonomiskt vinst under bästa lönsamhetstid. Detta får, utöver för strömfisken, även negativa effekter även för de tidigare kända förekomsterna av flodpärlmussla och för den genetiskt unikt ursprungliga utterstammen i Hylströmmen och i Voxnan. För uttern råder genom minskad tillgänglig vinterföda, stensimpa, öring och hibernerande grodor, under högvinterns födosök begränsat åtkomligt främst i de då istäckesfria strömmarna. Och föryngringen av flodpärlmussla är begränsad genom beroende av normalt riklig tillgång av öring eller lax i unga åldrar som värddjur för flodpärlmusslans larver.
Voxnan har före utförda uppvandringshindrande flottledsåtgärder i Hylströmmen, före 1910 (utöver senare hindrande vattenkraftverksbyggnader i Ljusnan och Voxnan nedströms) också varit laxförande i hela sin längd, minst ända till trakterna av Fiskhusberget uppströms Rullbo. Berget har alltså namngivits efter först Ängersjö- och sedan även Fågelsjöbornas laxkar där i Voxnan, från 1600–1700-talen. Dessa laxkar kom alltså ur möjligt bruk för något mer än hundra år sedan.
Voxnanlaxen skiljde sig mycket tydligt från Ljusnanlaxen i sin kroppsform enligt muntlig tradering. Den var lätt urskiljbar från Ljusnanlax vid laxfångsterna i nedre Ljusnan. Voxnanlaxen var kortare men proportionellt muskulösare, var tydligt knubbigare, en möjlig anpassning för mer krävande vandringshinder än för Ljusnanlaxen, de hinder som varit krävande vid Hylströmmen (och sedan även vid Högforsen uppströms).
Voxnanlaxen, med sina för Voxnan anpassade gener får dock anses som utrotad. Den har kunnat utvecklats och funnits sedan inlandsisens isfront dragit sig tillbaka förbi HK vid Hylströmmen och vandrat för lek uppåt från Hylströmmens nivå för cirka 9000 år sedan. Laxen i Voxnan har alltså naturligt aldrig haft Hylströmmen som sin uppvandringsgräns, som sitt naturliga vandringshinder, som dock har påståtts i modern tid , så även tidigare bland andra av författaren Hans Lidman, Edsbyn. Hylströmmen har dock alltså blivit ett oframkomligt hinder först sannolikt som följd av flottledsåtgärder i Hylströmmen under sent 1800-tal, eller senast före 1910.

## Övrigt
Ett antikt laxljuster har påträffats i en skreva intill Hylströmmen, vittnande om urtidigt återkommande fiskefångst av laxen i Hylströmmen.
Hälsingekonstnären Albert Blombergsson har den 7 september 1836 ritat av Hylströmmen och sedan publicerat teckningen som en litografi, som den sjunde litografin kallad Hylströmmen under lågt vatten i Norrlands vuer. Han beskriver i sin dagbok vattenfallet som ganska stort och vackert, uppdelat i tre tydliga avsatser där de två övre var större. Det var mycket lite vatten skriver han, men inte dess mindre var det på en gång ytterst vilt och skönt, klipporna låg uppstaplade i höga avsatser bakom varandra och vattnet trängde fram emellan desamma på en mängd olika ställen, varest de med ett rysligt buller brusade ner mot nästa klippa, skriver han vidare. Han besåg där också ett ålfiske, som var beläget ett stycke nedströms. Det (ett ålkar) var 42 alnar långt och då vittjades nio ålar.
En deckarroman, "Föremål för mord, eller Drama vid Hylströmmen" är den sjunde fristående berättelsen i romanserien "En Hälsingedeckare" skriven av Leif Woxlin. Berättelsen börjar vid Vinströmmen i Voxnan och får sin upplösning vid Hylströmmen.